# Крайні точки Угорщини
Це список крайніх географічних точок Угорщини

## Координати
- Північ: 48°32′18.46″ пн. ш. 21°27′23.22″ сх. д. / 48.5384611° пн. ш. 21.4564500° сх. д.
Фюзер, село у медьє Боршод-Абауй-Земплен, на кордоні зі Словаччиною,
- Південь: 45°47′1.82″ пн. ш. 18°25′56.39″ сх. д. / 45.7838389° пн. ш. 18.4323306° сх. д.
Беременд, село у медьє Бараня, на кордоні з Хорватією,
- Захід: 46°52′14.12″ пн. ш. 16°9′35.03″ сх. д. / 46.8705889° пн. ш. 16.1597306° сх. д.
поблизу Фелшосьолньока, села у медьє Ваш, на кордоні з Австрією та Словенією,
- Схід: 47°57′0″ пн. ш. 22°52′0″ сх. д. / 47.95000° пн. ш. 22.86667° сх. д.
поблизу Гарболца, села у медьє Саболч-Сатмар-Берег, на кордоні з Україною та Румунією.

## Відносно рівня моря
- Найвища: пік Кекеш, гори Матра, (1014 м), 47°52′44″ пн. ш. 20°0′37″ сх. д. / 47.87889° пн. ш. 20.01028° сх. д.
- Найнижча: берег Тиси, на кордоні з Сербією, (78 м), 46°8′54.6″ пн. ш. 20°3′51.84″ сх. д. / 46.148500° пн. ш. 20.0644000° сх. д.